# Фотоплетизмограмма
Фотоплетизмограмма — результат регистрации изменений, возникающих при наполнении мелких сосудов кровью в зависимости от фазы кардиоцикла. Метод регистрации амплитуды колебаний объема крови в сосудах путем просвечивания участка ткани называется фотоплетизмографией (от греч. «фото» — свет, «плетизмос» — наполнение, «графо» — писать, изображать). Прибор, с помощью которого проводится исследование, — фотоплетизмограф.

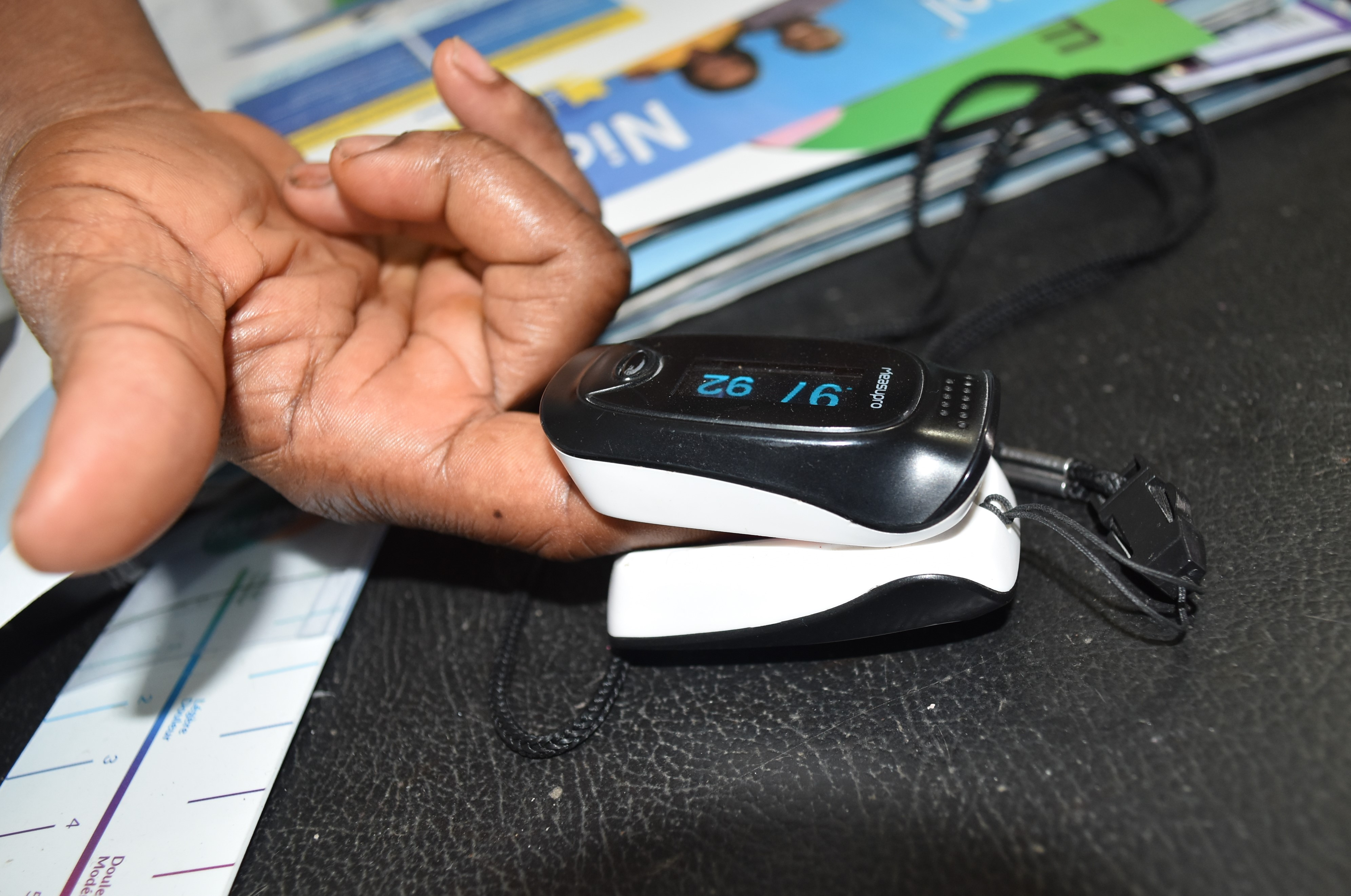
Применение фотоплетизмографа

## Описание метода
Принцип фотоплетизмографии основан на оптической денситометрии — определении оптической плотности ткани. При этом исследуемая область просвечивается с одной стороны, после чего на фотоприемник поступает отраженный и прошедший через участок ткани рассеянный свет. Величина его интенсивности пропорциональна изменению кровенаполнения исследуемой ткани при сокращении и расслаблении сердечной мышцы, то есть определяется размером сосуда и объемом крови на исследуемом участке. Чем больше крови в сосуде, то есть чем больше в нем эритроцитов — рассеивающих свет частиц, тем сильнее отражается от них свет.
При сокращении левого желудочка образуется волна, скорость которой зависит от эластичности и толщины сосудистой стенки, ширины просвета сосуда, силы сердечного сокращения. Соответственно, фотоплетизмография позволяет выявить стеноз (склероз) сосудов, оценить их тонус, получить косвенные сведения о работе сердца. Расширение и сужение сосуда отражается на изменении амплитуды сигнала, получаемого с фотоприемника. Сосудосуживающий эффект вызывает увеличение амплитуды, а вазодилатация (расширение сосудов) приводит к уменьшению амплитуды.

## Показания к применению
Нарушение процессов микроциркуляции лежит в основе многих заболеваний. Фотоплетизмография признана простым и надежным методом скрининговой оценки сосудов. Основными показаниями к применению являются следующие.
- В клинической практике — оценка изменений сосудов при заболеваниях с сосудистой патологией, таких как атеросклероз, сахарный диабет, гипертоническая болезнь и т. д. В том числе проводятся фармакологические, тепловые и другие типы проб с определением сосудистых реакций на раздражители (тепловые, лекарственные и т. п.), оценкой растяжимости артерий и степени восстановления кровотока. Представляется возможным определять осложнения COVID-19, а именно косвенно оценивать вязкость крови по показателям отраженной волны. Также фотоплетизмография применяется для контроля эффективности лечения заболеваний (в том числе при реабилитации пациентов после коронавирусной инфекции) путем проведения повторных исследований в динамике.
- В спортивной сфере — разработка индивидуальной программы тренировок с учетом состояния вен, а также регулярный контроль с целью не допустить перегрузки сосудов и варикоза при интенсивной физической активности (особенно когда целью является увеличение мышц в объеме).
- В нутрициологии — подбор индивидуального рациона питания с учетом склонности к повышению вязкости крови, образованию тромбов и атеросклеротических отложений на стенках сосудов.
- В курортологии и реабилитационной медицине — оценка склонности к тромбообразованию. Следует выполнять фотоплетизмографию до проведения процедур, связанных с вибрационным воздействием (вибрационые платформы и т. п.), или до включения в программу физических упражнений, связанных с риском отрыва тромба (любые прыжки, в том числе со скакалкой, бег, поднятие тяжестей и др.).

## Фотоплетизмографы
Современные фотоплетизмографы преимущественно различаются исследуемой областью. Датчик может устанавливаться на пальце или мочке уха, также существуют приборы для окклюзионной фотоплетизмографии с использованием тонометрической манжеты, накладываемой на уровне верхней трети плеча. Также существуют аппаратно-программные комплексы, в которых пальцевая фотоплетизмография является одним из нескольких методов медицинской диагностики.
Наиболее удобной как для врача, так и для пациента считается применение пальцевой фотоплетизмографии. Эта методика позволяет получить максимальное количество информации из-за интенсивного кровообращения в дистальных фалангах. К тому же в этих областях небольшое количество мышц, которые активно поглощают инфракрасное излучение.

## Вид фотоплетизмограммы
Пульсовая волна представлена анакротической (восходящей) и дикротической (нисходящей) частями. Анакротическая фаза образуется в систолу, а ее амплитудное значение соответствует ударному объему, что позволяет получить косвенную информацию о силе сокращения сердца (инотропном эффекте). Дикротическая фаза отражает тонус сосудов и преимущественно формируется в диастолу за счет отражения крови от аорты и других сосудов большого калибра. Принято считать, что продолжительность и частота волны зависят от деятельности сердца, а состояние стенки сосудов отражается на величине и форме пиков.

## Оценка параметров
Наиболее диагностически значимыми признаками патологических изменений гемодинамики, которые отсутствуют в норме, считаются наличие ступеньки на анакротическом зубце и дополнительные зубцы рядом с вершиной («петушиный гребень»). Важное значение имеет более пологий нисходящий участок волны по сравнению с восходящей частью. В ряде случаев этот признак встречается у здоровых людей, поэтому патологические признаки необходимо рассматривать в комплексе.
Например, отсутствие или слабая выраженность дикротического зубца наблюдается при гипертонической болезни и атеросклерозе.
Пологий и неравномерный подъем со смещением вершины к окончанию систолы характерны для повышенного периферического сопротивления, что встречается при аортальном стенозе, а также гипертонической болезни на фоне атеросклероза. Напротив, крутой подъем с быстрым снижением волны характерны для пациентов с аортальной недостаточностью.
Снижение амплитуды на каждом пальце соответствующей конечности свидетельствует об облитерирующем эндартериите. Для уточнения следует провести пробу с переменой положения ноги: при ее подъеме резко снижается сосудорасширяющий эффект (малая амплитуда волн), а при опускании значимо выражен эффект вазоконстрикции.

## Подготовка и проведение исследования
За 24 часа до выполнения исследования рекомендуется воздержаться от любых физиотерапевтических процедур и приема лекарственных средств (за исключением исследований с целью мониторинга терапевтического воздействия).
Непосредственно перед исследованием рекомендуется полежать или спокойно посидеть для адаптации. Температура должна поддерживаться на постоянном уровне (19—23 °C), чтобы избежать реакции на холод и тепло. Более низкая температура в помещении (преимущественно ниже 17 °C) приводит к спазму артериол.
Во время процедуры нельзя двигать рукой, на которой закреплен датчик (при проведении пальцевой или окклюзионной фотоплетизмографии), чтобы не допустить искажения данных из-за мышечных сокращений. Также нельзя воздействовать на датчик прямыми солнечными лучами и ярким освещением ламп.